# Shinty

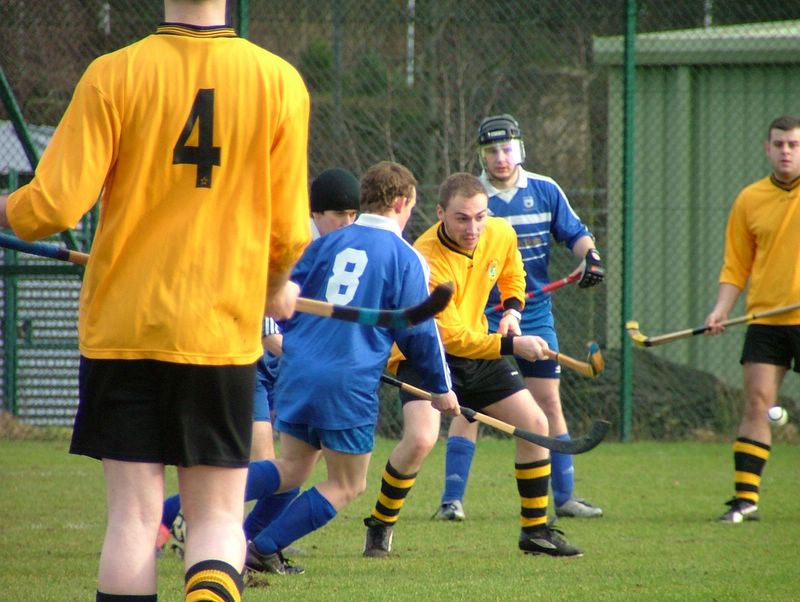

Shinty một trò chơi truyền thống hiện nay chủ yếu chơi ở vùng Cao nguyên Scotland. Nó diễn ra với 2 đội, mỗi đội mười hai người chơi sử dụng một thanh (được gọi là "caman" theo Tiếng Gaelic Scotland) để đặt một quả bóng vào lưới đối phương.
Nó đã từng được chơi trên toàn Scotland, nhưng bây giờ chơi chủ yếu là trong các vùng cao nguyên Scotland và các cộng đồng Cao Nguyên Scotland trong các thành phố lớn của Scotland. Nó cũng được chơi tại các trường đại học và ở Mỹ bởi những người đam mê.
Các quy tắc và quy định trong luật chơi được quyết định bởi Hiệp hội Camanachd.
Shinty có nguồn gốc chung với các trò chơi hurling and hurlers của Ireland và các cầu thủ shinty đôi khi tổ chức thi đấu quốc tế.